# Festival international du film de Toronto 1999
Le Festival international du film de Toronto 1999, 24e édition du festival, s'est déroulé du 9 au 18 septembre 1999.

## Prix
| Prix                                                           | Film                                                | Réalisateur/acteur                       |
| -------------------------------------------------------------- | --------------------------------------------------- | ---------------------------------------- |
| People's Choice Award                                          | American Beauty                                     | Sam Mendes                               |
| Découverte Award                                               | Smiling Fish and Goat on Fire (en)                  | Kevin Jordan                             |
| Best Canadian Feature Film                                     | Les Cinq Sens                                       | Jeremy Podeswa                           |
| Best Canadian Feature Film - Special Jury Citation             | Emporte-moi                                         | Léa Pool                                 |
| Best Canadian First Feature Film                               | Just Watch Me: Trudeau and the '70s Generation (en) | Catherine Annau (en)                     |
| Best Canadian First Feature Film - Special Jury Citation       | Full Blast                                          | Rodrigue Jean                            |
| Best Canadian First Feature Film - Special Jury Congratulation | Johnny                                              | Chris William Martin                     |
| Best Canadian First Feature Film - Special Jury Congratulation | New Waterford Girl (en)                             | Liane Balaban (pour son interprétation)  |
| Best Canadian First Feature Film - Special Jury Congratulation | Emporte-moi                                         | Karine Vanasse (pour son interprétation) |
| Best Canadian Short Film                                       | Décharge                                            | Patrick Demers                           |
| Best Canadian Short Film - Special Mention                     | Karaoke                                             | Stéphane Lafleur                         |
| FIPRESCI International Critics' Award                          | Shower                                              | Zhang Yang                               |

## Programmes

### Galas
- American Beauty de Sam Mendes
- Ma mère, moi et ma mère (Anywhere But Here) de Wayne Wang
- L'Œuvre de Dieu, la part du Diable (The Cider House Rules) de Lasse Hallström
- Est-Ouest de Régis Wargnier
- Le Voyage de Félicia (Felicia's Journey) d'Atom Egoyan
- La Fille de tes rêves (La Niña de tus ojos) de Fernando Trueba
- Jakob le menteur (Jakob the Liar) de Peter Kassovitz
- Amor nello specchio de Salvatore Maira
- La Chance de ma vie (en) (Me Myself I) de Pip Karmel (en)
- Mumford de Lawrence Kasdan
- La Musique de mon cœur (Music of the Heart) de Wes Craven
- Onegin de Martha Fiennes
- Orfeu de Carlos Diegues
- Chevauchée avec le diable (Ride with the Devil) d'Ang Lee
- Simpatico de Matthew Warchus
- La neige tombait sur les cèdres (Snow Falling on Cedars) de Scott Hicks
- Sunshine (A napfény íze) d'István Szabó
- Accords et Désaccords (Sweet and Lowdown) de Woody Allen

### Masters
- 8 femmes ½ (8 ½ Women) de Peter Greenaway
- L'Autre (الآخر) de Youssef Chahine
- L'Empereur et l'Assassin (Jīng Kē cì Qín wáng) de Chen Kaige
- Goya à Bordeaux (Goya en Burdeos) de Carlos Saura
- Juha d'Aki Kaurismäki
- L'Été de Kikujiro (Kikujirō no natsu) de Takeshi Kitano
- La Légende du pianiste sur l'océan (La leggenda del pianista sull'oceano) de Giuseppe Tornatore
- La Lettre de Manoel de Oliveira
- Moloch d'Alexandre Sokourov
- Molokai: The Story of Father Damien (en) de Paul Cox
- Pas de lettre pour le colonel (El coronel no tiene quien le escriba) d'Arturo Ripstein
- La Nourrice (La balia) de Marco Bellocchio
- Le vent nous emportera (Bād mā rā Khāhad bord) d'Abbas Kiarostami

### Special Presentations
- Les Amants éternels (Forever Mine) de Paul Schrader
- L'Anglais (The Limey) de Steven Soderbergh
- Annaluise et Anton (de) (Pünktchen und Anton) de Caroline Link
- The Big Kahuna de John Swanbeck
- Black and White de James Toback
- Breakfast of Champions d'Alan Rudolph
- Une carte du monde (A Map of the World) de Scott Eliott
- Au cœur du miracle (en) (The Third Miracle) d'Agnieszka Holland
- Dogma de Kevin Smith
- Enragés (en) de James D. Stern
- Ghost Dog : La Voie du samouraï (Ghost Dog, the Way of the Samurai) de Jim Jarmusch
- Gregory's Two Girls de Bill Forsyth
- History is Made at Night (en) d'Ilkka Järvi-Laturi (fi)
- L'Homme qui parlait aux lions (en) (To Walk with Lions) de Carl Schultz
- Hurricane Carter (The Hurricane) de Norman Jewison
- Joe the King de Frank Whaley
- Une liaison pornographique de Frédéric Fonteyne
- Libres comme le vent (Tumbleweeds) de Gavin O'Connor
- The Luck of Ginger Coffey (en) d'Irvin Kershner
- Manila de Romuald Karmakar
- Mansfield Park de Patricia Rozema
- Le Mariage de l'année (The Best Man) de Malcolm D. Lee
- Mr. Death : Grandeur et décadence de Fred A. Leuchter Jr. (Mr. Death: The Rise and Fall of Fred A. Leuchter, Jr.) d'Errol Morris
- Pas de scandale de Benoît Jacquot
- Le Peuple de l'herbe (Grass : History of Marijuana) de Ron Mann (en)
- Princesse Mononoké (Mononoke Hime) de Hayao Miyazaki
- Wayward Son (en) de Randall Harris
- Women Talking Dirty de Coky Giedroyc
- Wonderland de Michael Winterbottom

### Perspective Canadienne
- Babette's Feet de Harry Killas
- Below the Belt de Laurie Colbert et Dominique Cardona
- By This Parting de Mieko Ouchi
- La casa del nonno de Lisa Sfriso
- Les Cinq Sens (The Five Senses) de Jeremy Podeswa
- Décharge de Patrick Demers
- Don't Think Twice de Sarah Polley
- Dreamtrips de Kal Ng
- Ecstasy de Mark Wihak
- Emporte-moi de Léa Pool
- Eva Meets Felix d'eidi B. Gerber
- Exhuming Tyler de Merlin Dervisevic
- Fit de David Christensen (en)
- Fly de Jigar Talati
- Four Days de Curtis Wehrfritz
- Fries with That de Christopher McKay
- Frog Pond de Bradley Walsh
- Full Blast de Rodrigue Jean
- A Girl is a Girl de Reginald Harkema (en)
- Le Grand Serpent du monde d'Yves Dion
- Here am I de Joshua Dorsey et Douglas Naimer
- Hi, I'm Steve de Robert Kennedy
- Je te salue de Hugo Brochu
- Johnny de Carl Bessai
- Just Watch Me: Trudeau and the '70s Generation (en) de Catherine Annau (en)
- Karaoke de Stéphane Lafleur
- Kokoro is for Heart de Philip Hoffman (en)
- The Life Before This (en) de Jerry Ciccoritti
- Mars à table ! de John Paizs (en)
- Mothers of Me d'Alexandra Grimanis
- My Father's Angel (en) de Davor Marjanovic
- My Father's Hands de Sudz Sutherland (en)
- New Waterford Girl (en) d'Allan Moyle
- The Offering de Paul Lee
- Pamplemousse de Tink
- Quand je serai parti... vous vivrez encore de Michel Brault
- Quiver de Scott Beveridge
- Remembrance Dance de Chris Gilpin
- Rollercoaster (en) de Scott Smith (en)
- Sea Song de Richard Reeves
- Second Date de James Genn (en)
- So Beautiful de Jacob Wren
- Soul Cages de Phillip Barker
- Souvenirs intimes de Jean Beaudin
- Sparklehorse de Gariné Torossian (en)
- Subterranean Passage de Michael Crochetière
- Switch de Hope Thompson
- Tops and Bottoms de Cristine Richey
- Touched de Mort Ransen (en)
- Toy Soldiers de Jackie May
- Tuba Girl de Michèle Muzzi
- Undertow de Sarah Bachinski
- Wedding Knives de Johanna Mercer
- When the Day Breaks de Wendy Tilde et Amanda Forbis (en)
- Where Lies the Homo? de Jean-François Monette
- Zyklon Portrait d'Elida Schogt

### Contemporary World Cinema
- 1999 Madeleine de Laurent Bouhnik
- Abendland de Fred Kelemen (de)
- Adorenarin doraibu (ja) de Shinobu Yaguchi
- Les Amants criminels de François Ozon
- Andares in Time of War d'Alejandra Jimenez Lopez
- The Annihilation of Fish de Charles Burnett
- Augustin, roi du kung-fu d'Anne Fontaine
- Babylon, USA (Judy Berlin) d'Eric Mendelsohn
- Beau Travail de Claire Denis
- Beautiful People de Jasmin Dizdar
- Biǎndān, Gūniáng de Wang Xiaoshuai
- The Big Brass Ring de George Hickenlooper
- Le Bleu des villes de Stéphane Brizé
- Boys Don't Cry de Kimberly Peirce
- Buddy Boy de Mark Hanlon (en)
- Bullets Over Summer (Baau lit ying ging) de Wilson Yip
- Burlesk King (en) de Mel Chionglo
- C'est quoi la vie ? de François Dupeyron
- La Couleur du paradis (Rang-e Khoda) de Majid Majidi
- Les convoyeurs attendent de Benoît Mariage
- La Coupe (Phörpa) de Khyentse Norbu
- The Debtors (en) d'Evi Quaid (en)
- Un dérangement considérable de Bernard Stora
- Le Dernier Harem (Harem Suare) de Ferzan Özpetek
- El desquite (es) d'Andrés Wood
- Dois Córregos (pt) de Carlos Reichenbach
- La donna lupo (it) d'Aurelio Grimaldi
- El entusiasmo de Ricardo Larraín
- Fantasmes (Gojitmal) de Jang Sun-woo
- Feeling Sexy (en) de Davida Allen (en)
- Fish and Chips (East Is East) de Damien O'Donnell
- Fucking Åmål de Lukas Moodysson
- Garçons d'Athènes (Apo tin akri tis polis) de Constantínos Giánnaris
- Garage Olimpo de Marco Bechis
- Gemini (Soseiji) de Shinya Tsukamoto
- Golpe de estadio (es) de Sergio Cabrera
- Guinevere (en) d'Audrey Wells
- Aller vers le soleil (Güneşe Yolculuk) d'Yeşim Ustaoğlu
- Hans Warns: Mein 20. Jahrhundert de Gordian Maugg
- Happy, Texas de Mark Illsley (en)
- Hei an zhi guang (zh) de Chang Tso-chi
- Hidora to odoro de Takuji Suzuki
- Himalaya : L'Enfance d'un chef (हिमालय) d'Éric Valli
- L'Humanité de Bruno Dumont
- Jesus' Son (en) d'Alison Maclean (en)
- Julien Donkey-Boy de Harmony Korine
- Die Jungfrau de Diego Donnhofer (de)
- Kadosh d'Amos Gitaï
- Kahapon, may dalawang bata de Carlos Siguion-Reyna
- The Last September de Deborah Warner
- Luna Papa (Лунный папа) de Bakhtiar Khudojnazarov
- M/Other de Nobuhiro Suwa
- Malli (ta) de Santosh Sivan
- Mifune (Mifunes sidste sang) de Søren Kragh-Jacobsen
- Miss Julie de Mike Figgis
- Mundo grúa de Pablo Trapero
- Nichts als die Wahrheit (de) de Roland Suso Richter
- One Piece! de Shinobu Yaguchi et Takuji Suzuki
- Peau neuve d'Émilie Deleuze
- Partagerait bonheur... (Zheng hun qi shi) de Chen Kuo-fu
- Le Petit Voleur d'Érick Zonca
- Ratcatcher de Lynne Ramsay
- Rien à faire de Marion Vernoux
- Romance de Catherine Breillat
- A Room for Romeo Brass de Shane Meadows
- Rosetta des Frères Dardenne
- San tiao ren (ja) de Christopher Doyle
- Sensation urbaine (Kesher Ir) de Jonathan Sagall
- Simon le mage (Simon mágus) d'Ildikó Enyedi
- Situation critique (Deterrence) de Rod Lurie
- Shower (Xizao) de Zhang Yang
- Soft Hearts de Joel Lamangan (en) et Eric Quizon (tl)
- Speedy Boys de James Herbert (en)
- Splendeur (Splendor) de Gregg Araki
- Split Wide Open (en) de Dev Benegal
- Sunburn (en) de Nelson Hume
- Il tempo dell'amore de Giacomo Campiotti
- Tempting Heart (Xin dong) de Sylvia Chang
- Tian ma cha fang (zh) de Lin Cheng-sheng
- Le Trône de la mort de Murali Nair
- The War Zone de Tim Roth

### Découverte
- 30 Days (en) d'Aaron Harnick
- Autour de Yana (HaHaverim shel Yana) d'Arik Kaplun
- Bajo California: El límite del tiempo (es) de Carlos Bolado
- Banlieue nord (Nordrand) de Barbara Albert
- Bloody Angels de Karin Julsrud (no)
- But I'm a Cheerleader de Jamie Babbit
- Come te nessuno mai de Gabriele Muccino
- Um Copo de Cólera (pt) d'Aluizio Abranches (pt)
- I Could Read the Sky de Nichola Bruce (en)
- Désœuvré (sl) (V leru) de Janez Burger (sl)
- Envy de Julie Money
- Freak Weather de Mary Kuryla
- Girls' Night Out (Chunyudleui jeonyuksiksah) d'Im Sang-soo
- Human Traffic de Justin Kerrigan
- Janice Beard de Clare Kilner (en)
- The Joys of Smoking de Nick Katsapetses
- Just One Time (en) de Lane Janger (en)
- Karvaan de Pankaj Butalia (en)
- Kill by Inches (en) de Diane Doniol-Valcroze et Arthur Flam
- Lef (nl) de Ron Termaat
- Mariage à l'anglaise (This Year's Love) de David Kane
- Moonlight Whispers (Gekkô no sasayaki) d'Akihiko Shiota
- Mr. I and Mrs. O de Valentina Leduc Navarro
- El muro de Sergio Arau
- Al Mutahaddirat (ar) de Randa Chahal Sabbag
- Návrat idiota (cs) de Saša Gedeon (cs)
- Pictures and Butterfly d'Yanko Del Pino
- Ratas, ratones, rateros de Sebastián Cordero
- Río Escondido de Mercedes García Guevara
- Serafin Geronimo: Kriminal ng Barrio Concepcion de Lav Diaz
- Smiling Fish and Goat on Fire (en) de Kevin Jordan
- Spring Forward (en) de Tom Gilroy
- Tockovi (sr) de Đorđe Milosavljević
- Torowisko (pl) d'Urszula Urbaniak (pl)

### Planet Africa
- Après la pluie (Ame Agaru) de Takashi Koizumi
- Chef ! de Jean-Marie Teno
- Compensation (en) de Zeinabu irene Davis
- Cry Me a Bade de Tamsin MacCarthy
- La Genèse de Cheick Oumar Sissoko
- Harlem Aria de William Jennings
- Hot Irons d'Andrew Dosunmu
- Living with Pride: Ruth Ellis @ 100 d'Yvonne Welbon (en)
- Love and Action in Chicago (en) de Dwayne Johnson-Cochran
- Olivia's Story de Charles Burnett
- La Petite Vendeuse de soleil de Djibril Diop Mambety
- Portrait of a Young Man Drowning de Teboho Mahlatsi
- Rage (en) de Newton Aduaka
- Rituals de Carol Mayes
- Third World Cop de Chris Browne

### Real to Reel
- American Movie de Chris Smith (en)
- Barenaked in America (en) de Jason Priestley
- Berlin cinéma de Samira Gloor-Fadel
- Khlebnyy den de Sergueï Dvortsevoy
- Coven (en) de Mark Borchardt (en)
- De ydmygede (da) de Jesper Jargil
- Ennemis intimes (Mein liebster Feind) de Werner Herzog
- Fengkuang yingyu (en) de Zhang Yuan
- Highway de Sergueï Dvortsevoy
- Homo Sapiens 1900 (sv) de Peter Cohen (sv)
- If You Only Understood de Rolando Diaz
- Jam Session (en) de Makoto Shinozaki
- The Jaundiced Eye de Nonny de la Peña
- The Making of a New Empire (en) de Jos de Putter
- Me and Isaac Newton (en) de Michael Apted
- Negative Space de Chris Petit
- Del olvido al no me acuerdo (es) de Juan Carlos Rulfo (es)
- Pripyat de Nikolaus Geyrhalter
- Shadow Boxers (en) de Katya Bankowsky
- Un spécialiste, portrait d'un criminel moderne (The Specialist) d'Eyal Sivan et Rony Brauman
- Sud de Chantal Akerman
- Three de Isaac Julien
- Work and Progress de Vivian Ostrovsky et Yann Beauvais

### Indiscreet Charms: New Spanish Cinema
- Ami/Amant (Amic/Amat) de Ventura Pons
- Celos de Vicente Aranda
- Do You Really Wanna Know? de Jurdao Faemino, Blanco Faemino, Javier Jurdao et Pedro Blanco
- Entre les jambes (Entre las piernas) de Manuel Gómez Pereira
- Flesh de Begoña Vicario (eu)
- Flores de otro mundo d'Icíar Bollaín
- Frivolinas d'Arturo Carballo
- Golden Whore de Miquel Crespi Traveria
- Havana Quartet de Fernando Colomo
- Las huellas borradas (es) d'Enrique Gabriel Lipschutz
- Lisbon d'Antonio Hernández
- Los lobos de Washington de Mariano Barroso
- The Mole and the Fairy d'Eduardo Gimenez Rojo
- Mort de rire (Muertos de risa) d'Álex de la Iglesia
- Rapture d'Iván Zulueta
- Ruleta de Roberto Santiago (es)
- Solas de Benito Zambrano

### Dialogues: Talking with Pictures
- Cette sacrée vérité (The Awful Truth) de Leo McCarey
- Elephant d'Alan Clarke
- Hiroshima 28 (it) de Patrick Lung Kong
- Persona d'Ingmar Bergman
- Shadows de John Cassavetes
- Les Contes d'Hoffmann (The Tales of Hoffmann) de Michael Powell et Emeric Pressburger
- Pourquoi monsieur R. est-il atteint de folie meurtrière ? (Warum läuft Herr R. Amok?) de Rainer Werner Fassbinder et Michael Fengler
- Le Garde du corps (Yojimbo) d'Akira Kurosawa

### Spotlight: Kiyoshi Kurosawa
- Vaine Illusion (Ôinaru gen'ei) de Kiyoshi Kurosawa
- Charisma (Karisuma) de Kiyoshi Kurosawa
- Cure (Kyua) de Kiyoshi Kurosawa
- Do-re-mi-fa-musume no chi wa sawagu de Kiyoshi Kurosawa
- Eyes of the Spider (Kumo no hitomi) de Kiyoshi Kurosawa
- License to Live (Ningen gōkaku) de Kiyoshi Kurosawa
- Serpent's Path (Hebi no michi) de Kiyoshi Kurosawa

### Tribute: The David O. Story
- Le Syndicat du crime (Ying huang boon sik) de John Woo
- Beyond Gravity de Garth Maxwell (en)
- Carne de Gaspar Noé
- Distant Voices, Still Lives de Terence Davies
- Poussières dans le vent (Lian lian feng chen) de Hou Hsiao-hsien
- Insiang de Lino Brocka
- Killer of Sheep de Charles Burnett
- Tragedy of an Indian Farmer de Murali Nair

### Midnight Madness
Midnight Madness
- Born to Lose: The Last Rock and Roll Movie de Lech Kowalski
- Fever (en) d'Alex Winter
- Freeway II: Confessions of a Trickbaby (en) de Matthew Bright
- Gamera 3: The Revenge of Iris (Gamera 3: Iris kakusei) de Shūsuke Kaneko
- George Lucas in Love de Joe Nussbaum (en)
- The Item de Dan Clark
- Komodo de Michael Lantieri (en)
- Possessed (da) (Besat) d'Anders Rønnow Klarlund (da)
- Wadd: The Life and Times of John C. Holmes (en) de Cass Paley
- La Sagesse des crocodiles (The Wisdom of Crocodiles) de Po-Chih Leong